# Ordem da Amizade dos Povos
A Ordem da Amizade dos Povos (em russo:  oрден Дружбы народов) foi uma ordem da União Soviética concedida a civis (incluindo não soviéticos), organizações, empresas, unidades militares, bem como subdivisões administrativas da URSS por realizações no fortalecimento da amizade e cooperação interétnica e internacional, para o desenvolvimento econômico, político, científico, militar e cultural da União Soviética.
Foi criada em 17 de dezembro de 1972, por ocasião do 50º aniversário da criação da União Soviética . O design da ordem foi criado por Alexander Zhuk. O status da Ordem foi ligeiramente alterado pelo Conselho Supremo da União Soviética em julho de 1980. Foi abolido em dezembro de 1991. Na Federação Russa entre 1992 a 1994 existiu como Ordem da Amizade dos Povos da Federação Russa, posteriormente foi sucedida pela Ordem da Amizade, também idealizada por Alexander Zhuk.
O primeiro destinatário foi a República Socialista Federativa Soviética da Rússia (RSFSR), seguida pelas outras repúblicas da União Soviética.

## Estatuto da ordem

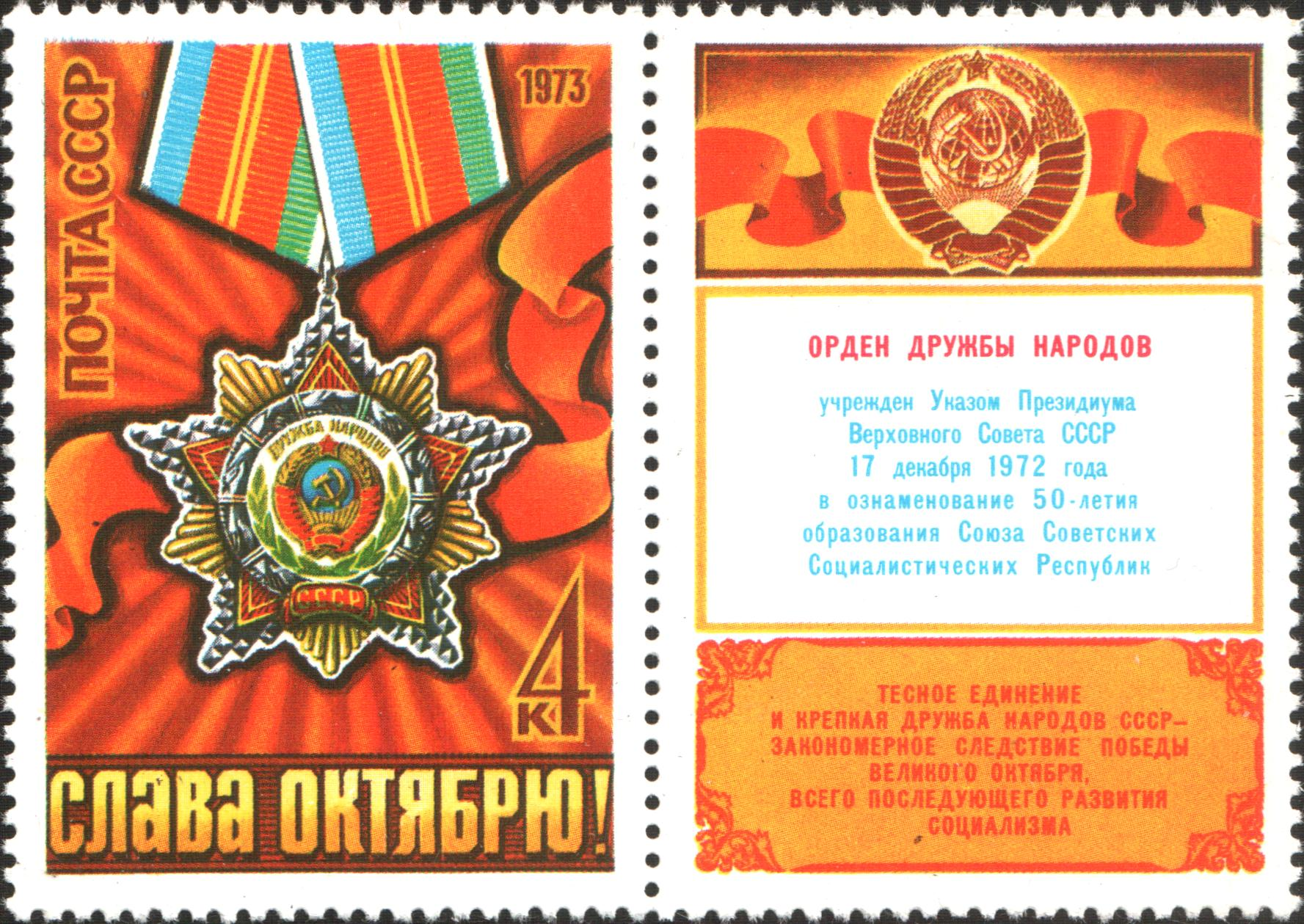
Selo postal da URSS, 1976

O estatuto da Ordem da Amizade dos Povos, de acordo com o decreto do Presidium do Soviete Supremo da URSS de 17 de dezembro de 1972, era o seguinte:

1. Em comemoração ao 50º aniversário da formação da União das Repúblicas Socialistas Soviéticas, a Ordem da Amizade dos Povos foi criada para premiar grandes serviços no fortalecimento da amizade e cooperação fraterna de nações e povos socialistas, por contribuições significativas ao desenvolvimento econômico, sociopolítico e cultural da URSS e das repúblicas sindicais.

2. A Ordem da Amizade dos Povos é concedida a:
- cidadãos da URSS;
— empresas, instituições, organizações, unidades e formações militares, uniões e repúblicas autônomas, territórios, regiões, regiões autônomas, distritos autônomos, cidades.
A Ordem da Amizade dos Povos também pode ser concedida a pessoas que não são cidadãos da URSS.
3. A Ordem da Amizade dos Povos é concedida:
- por uma grande contribuição para o fortalecimento da amizade e da cooperação fraterna entre nações e povos socialistas;
— por grandes realizações trabalhistas no campo do desenvolvimento da economia nacional da URSS e das repúblicas da União;
— por serviços prestados à construção do estado nacional da URSS;
— pelo trabalho particularmente frutífero no desenvolvimento da ciência, pela aproximação e enriquecimento mútuo das culturas das nações e povos socialistas, pela participação ativa na educação do povo soviético no espírito do internacionalismo proletário, pela devoção e lealdade à Pátria Soviética;
— por serviços especiais no fortalecimento do poder defensivo da URSS;
— pelos grandes serviços prestados no desenvolvimento da amizade fraterna e da cooperação entre os povos dos países socialistas, fortalecendo a paz e as relações amistosas entre os povos.

4. A Ordem da Amizade dos Povos é usada no lado esquerdo do peito e está localizada após a Ordem da Bandeira Vermelha do Trabalho.

## Descrição da ordem
A Ordem da Amizade dos Povos é feita de prata em formato de estrela de cinco pontas, ligeiramente convexa, dourada, coberta com esmalte vermelho escuro, emoldurada por bordas piramidais de prata e cinco feixes de raios dourados divergentes.
No centro da estrela há um Emblema Estatal dourado da URSS, cujas partes individuais são cobertas com esmalte colorido. O brasão é delimitado por uma borda sobreposta com uma imagem de apertos de mão; na parte inferior da borda há uma fita dourada sobreposta coberta com esmalte vermelho escuro com a inscrição “URSS”.
Entre o Emblema Estatal da URSS e a borda, sobre fundo de esmalte branco, na parte superior está a inscrição “Amizade dos Povos”, na parte inferior e central estão ramos de louro cobertos com esmalte verde.
O tamanho da ordem entre as extremidades opostas da moldura piramidal prateada e o feixe de raios dourados é de 47 mm. A ordem é conectada a um bloco pentagonal, coberto com uma fita de seda moiré de 24 mm de largura, por meio de um ilhó e um anel. No meio da fita há uma faixa vermelha longitudinal de 13 mm de largura com duas faixas amarelas longitudinais estreitas. À esquerda da faixa vermelha há uma faixa azul, e à direita há uma faixa verde, cada uma com 4 mm de largura. As bordas da fita são delimitadas por listras brancas de 1,5 mm de largura. A numeração dos pedidos era realizada através da aplicação de um número de série. O número foi colocado no verso do pedido, sob a inscrição “Mint”.

## Ordem da Amizade dos Povos da Federação Russa
Após o colapso da União Soviética em 1991, a Ordem da Amizade dos Povos como uma condecoração estatal da URSS deixou de existir, mas foi restaurada em 2 de março de 1992 pelo Decreto do Presidium do Soviete Supremo da Federação Russa nº 2424-1 como uma condecoração estatal da Federação Russa. Ao mesmo tempo, a aparência externa da ordem russa mudou um pouco. Em vez do brasão da URSS, o anverso apresentava o brasão da RSFSR. Além disso, a inscrição “URSS” foi removida da fita vermelha na parte inferior do anverso. O reverso da ordem russa permaneceu praticamente inalterado, no entanto, as ordens russas usavam numeração de quatro dígitos com o número "0" usado para substituir os dígitos iniciais ausentes do número.
As primeiras condecorações da Ordem da Amizade dos Povos da Federação Russa foram feitas em 25 de março de 1992; as ordens foram entregues aos cosmonautas alemães Klaus-Dietrich Flade  e Reinhold Ewald,  e aos russos Sergei Krikalev  e Aleksandr Volkov .
A ordem existiu até 2 de março de 1994, quando por decreto do Presidente da Federação Russa foi substituída pela Ordem da Amizade . No total, foram concedidos 1.212 prêmios da Ordem da Amizade dos Povos da Federação Russa, dos quais 40 foram concedidos a cidadãos estrangeiros de 13 países (sem contar a CEI). Ao mesmo tempo, durante algum tempo após a criação da Ordem da Amizade, os prémios da Ordem da Amizade dos Povos continuaram (em particular, em 29 de Março de 1994, o prémio foi atribuído ao jornalista Vladimir Pozner  e em 25 de Maio de 1994, ao escritor Leonid Leonov) .